# Мірошув
Мірошув (пол. Miroszów) — село в Польщі, у гміні Рацлавиці Меховського повіту Малопольського воєводства.
Населення — 155 осіб (2011).
У 1975-1998 роках село належало до Келецького воєводства.

## Демографія
Демографічна структура станом на 31 березня 2011 року:
|          | Загалом | Допрацездатний вік | Працездатний вік | Постпрацездатний вік |
| -------- | ------- | ------------------ | ---------------- | -------------------- |
| Чоловіки | 80      | 13                 | 52               | 15                   |
| Жінки    | 75      | 17                 | 36               | 22                   |
| Разом    | 155     | 30                 | 88               | 37                   |